# Paulton's Park
Paulton's Park est un parc d'attractions et animalier situé près de Romsey dans le Hampshire, au Royaume-Uni.
Le parc qui était au départ un jardin public est devenu un petit parc local et est aujourd'hui considéré comme un des grands parcs anglais.
Le parc est également composé d'un zoo où l'on peut découvrir entre autres des suricates, des manchots, des grues royales, des musophagidae ainsi qu'une grande variétés d'oiseaux exotiques.

## Le parc d'attractions

### Les montagnes russes
| Nom de l'attraction                   | Type                                   | Constructeur | Année d'ouverture |
| ------------------------------------- | -------------------------------------- | ------------ | ----------------- |
| Cat-O-Pillar Stinger de 2000 à 2014   | Montagnes russes en métal              | Zierer       | 2000              |
| Cobra                                 | Montagnes russes en métal              | Gerstlauer   | 2006 (18 mars)    |
| Dino Chase Flying Frog de 2003 à 2015 | Montagnes russes en métal junior       | Zierer       | 2003              |
| Flight of the Pterosaur               | Montagnes russes en métal suspendues   | Vekoma       | 2016              |
| Storm Chaser                          | Montagnes russes en métal tournoyantes | Mack Rides   | 2021              |
| Velociraptor                          | Montagnes russes en métal              | Vekoma       | 2016              |

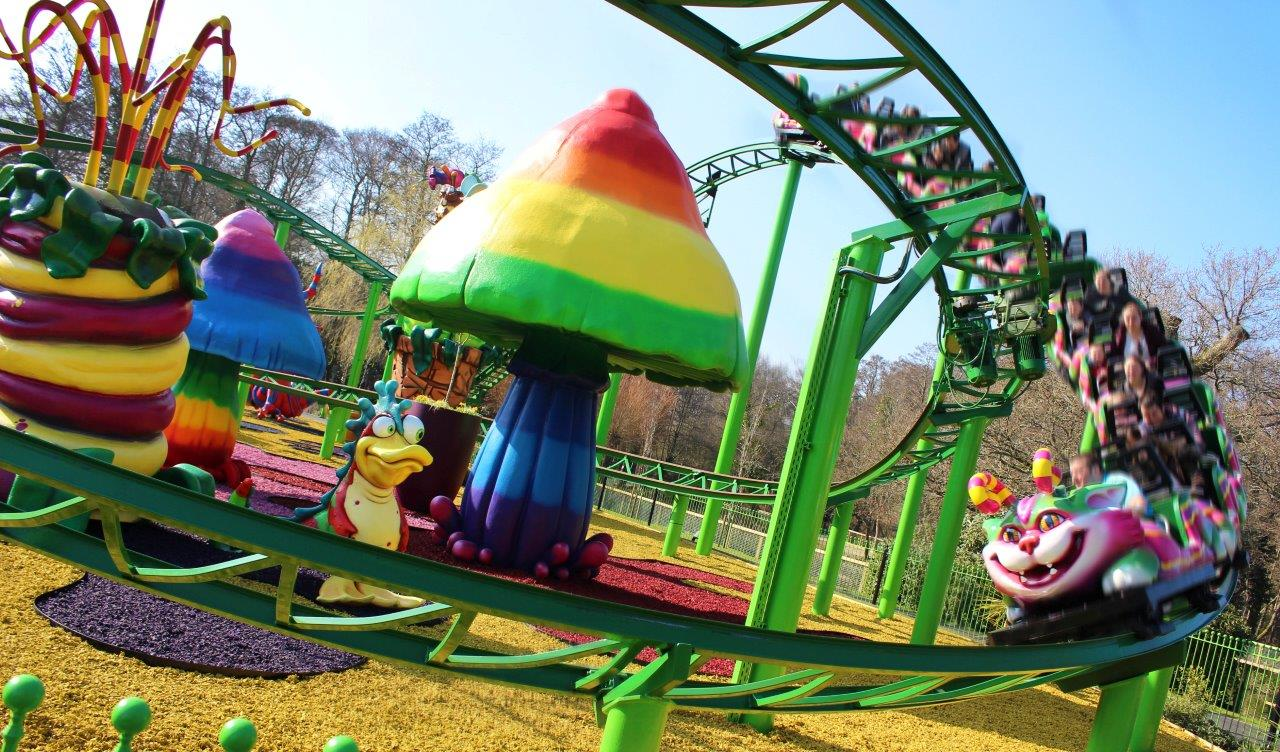
Cat-O-Pillar
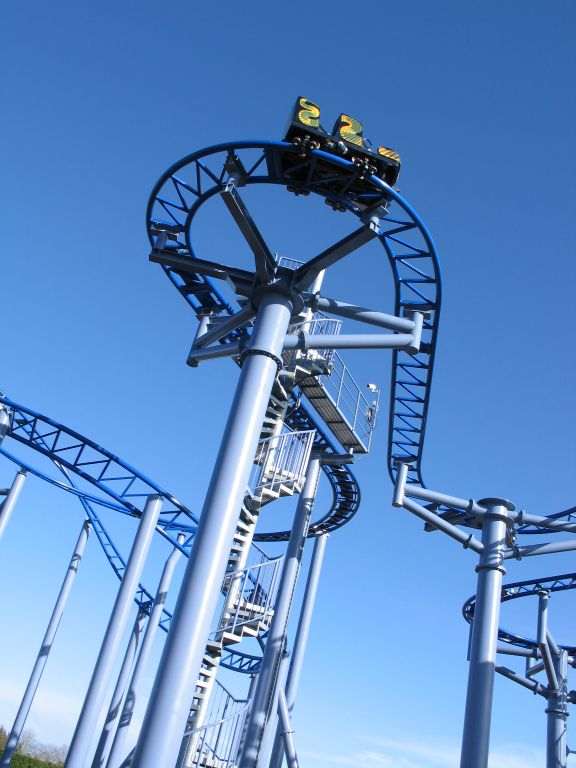
Cobra
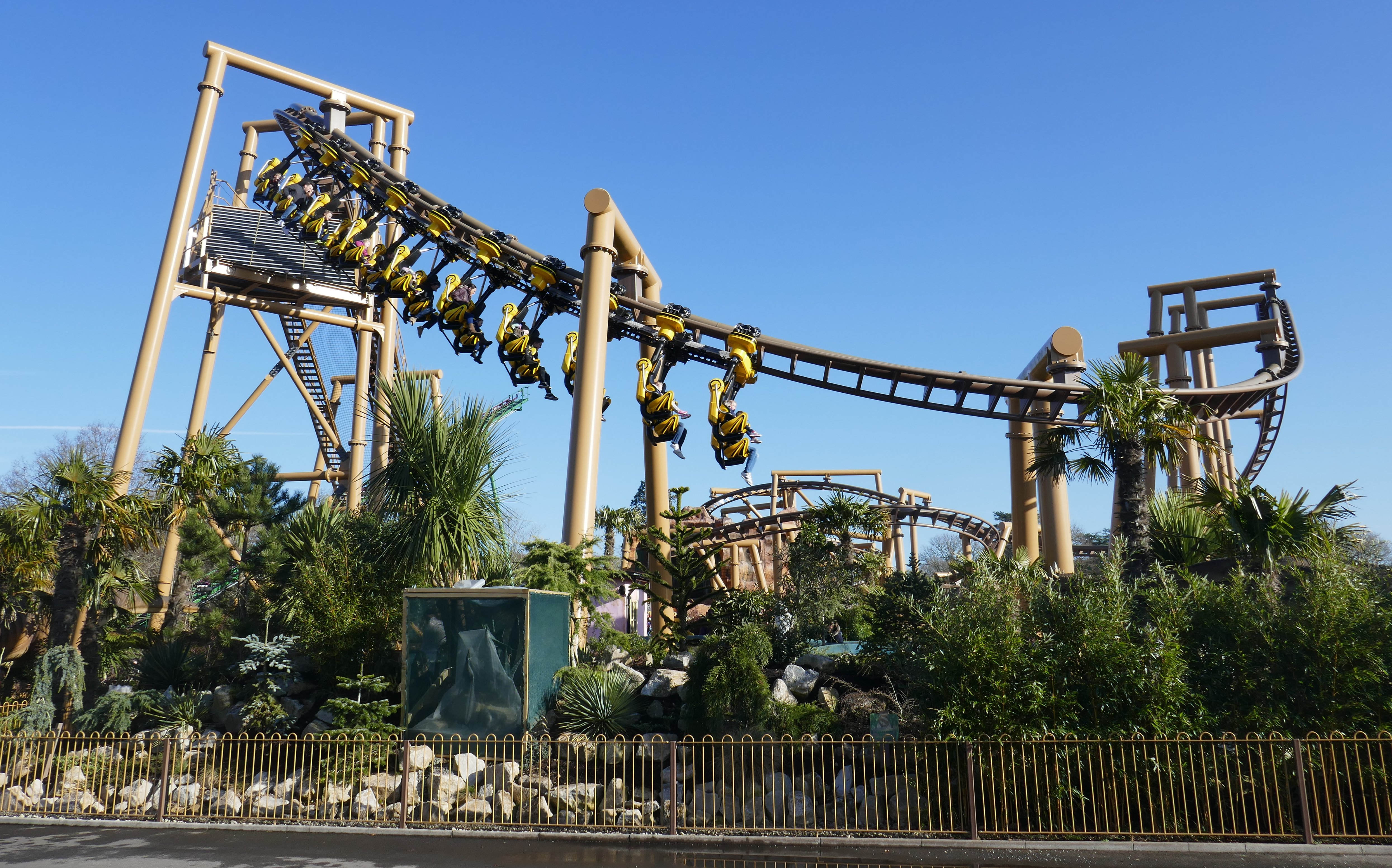
Flight of the Pterosaur
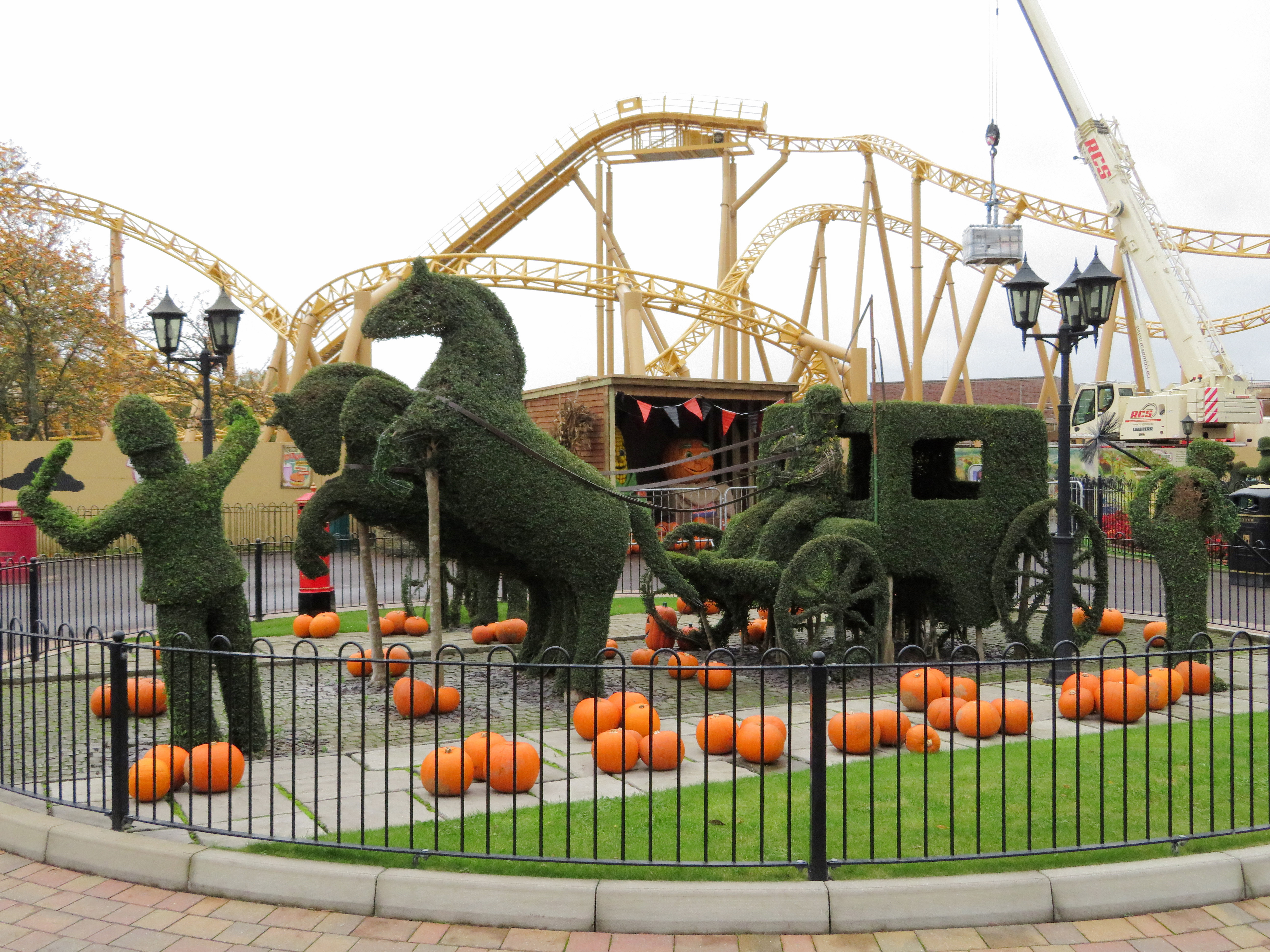
Storm Chaser
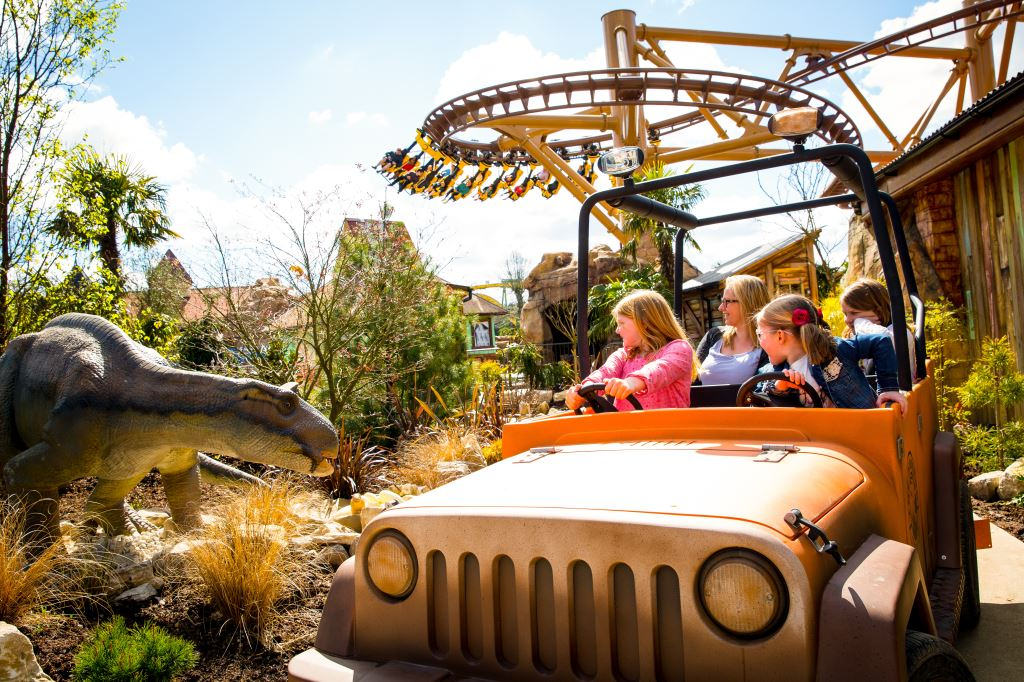
Velociraptor

### Les attractions aquatiques
- Buffalo Falls - toboggan aquatique
- Raging River Ride - bûches de Reverchon Industries (1999)
- Seal Falls - bûches junior de Zamperla (2002)

### Autres attractions
- 4D Cinema
- Al's Auto Academy - école de conduite (2021)
- Astroglide
- Cyclonator - Frisbee de Zamperla (2021)
- Digger Ride (2002)
- Dragon - manège de Zierer (2001)
- Edge - Mega Disk'O de Zamperla (2009)
- Flying Saucer
- Go Karts - course en karting (1998)
- Gold Rush Falls
- Jumping Bean - tour de chute
- Jumping Jack - tour de chute junior
- Kiddies Play Village
- Kids Kingdom - aire de jeux
- Kontiki - Kontiki
- Ladybird Ride
- Magic Forest
- Magma - tour de chute de SBF Visa (2012)
- Percy's Bouncers
- Pirate Ship - bateau à bascule de Zierer (2005)
- Prof. Blast's Expedition Express
- The Queen's Flying Coach Ride - monorail (2018)
- Rio Grande Train - train (1987)
- Sky Swinger - chaises volantes de Zierer (2008)
- Tea Cup Ride - tasses (1997)
- Temple Heights - tapis volant de Fabbri Group, anciennement Magic Carpet
- Tiny Tots Town
- Trekking Tractors
- Viking Boats - manège de Zierer (2001)
- Wind In The Willows - walkthrough sur le thème du roman Le Vent dans les saules
- Windmill Towers - tours de chute de Zierer (2021)